# Държавно устройство на Тайланд
Тайланд е парламентарна монархия със военна диктатура, като форма на държавно управление.

## Законодателна власт
Парламентът на страната е двукамарен. Горната камара се състои от 150 места, а долната камара от 480 места.